# Michel Bourdais
Michel Bourdais, né en 1943 à Nantes (Loire-Atlantique), est un dessinateur, photographe, cinéaste, didacticien, pédagogue et auteur d’ouvrages divers.
Il est notamment connu pour ses dessins de Claude François, Charles Aznavour, Françoise Hardy, Guy Béart, Richard Anthony, Leny Escudero… mais aussi, pour ses réalisations, qui ont contribué à faire de la maîtrise de l’image un objectif général prioritaire des programmes officiels d’enseignement en France.

## Biographie

### Années 1960-1970
Dès l’âge de seize ans, tout en préparant le baccalauréat, Michel Bourdais participe à des expositions de peintures et de dessins à Nantes et dans sa région.
En 1962, alors que sa tournée passe par Nantes, Charles Aznavour repère dans la vitrine de la galerie Courbet un portrait que Michel Bourdais a fait de lui et l’achète,. L'année suivante, d’autres artistes feront de même, notamment Richard Anthony, Françoise Hardy, Leny Escudero…
Arrivé à Paris, Michel Bourdais travaille pour le magazine Salut les copains. Claude François insiste alors pour qu'il lui dessine un portrait aussi réaliste que celui qu’il a réalisé pour Richard Anthony. C’est pour Claude François le point de départ d’une longue réflexion sur l’image qu’il doit donner de lui, et il conserve ce tableau.
À la fin de 1964, Claude François demande à Michel Bourdais de représenter, sous forme de bande dessinée, les pas de danses dont il est le créateur. Durant une séance de travail, le dessinateur souffle au chanteur l’idée de monter un show avec des danseuses, et, sur le ton de la plaisanterie, dans des tenues inspirées de celles de certaines pin-up d'Alain Aslan. Après un séjour de Claude François à Las Vegas, l’idée se précise. Les premiers essais ont lieu durant l’été 1966, mais en tenues de scène plus sages que les modèles d’Aslan et plus acceptables pour l’époque. Le chanteur ne finira par s’approcher des modèles d’Aslan de 1964 qu'après 1970.
En décembre 1966, lors du premier Olympia avec quatre Claudettes, Claude François fait du dessin réalisé par Michel Bourdais trois ans plus tôt le symbole de sa mutation artistique. Depuis cette date, ce dessin est resté célèbre,.
Durant cette même période, Michel Bourdais expérimente plusieurs domaines artistiques. Il est photographe d’artistes du show-biz,, comédien, assistant réalisateur stagiaire…
Il travaille sur les émissions, Bienvenue chez Guy Béart, réalisées par Raoul Sangla et diffusées à la télévision sur la première chaîne de l'ORTF. C’est durant l'un des enregistrements qu’il dessine le portrait réaliste de Guy Béart, qui, par la suite, fut utilisé pour diverses illustrations.

### Années 1970-1990
Au tout début des années 1970, alors que le concept d’interdisciplinarité n’est pas encore implanté dans les habitudes scolaires, Michel Bourdais le matérialise en proposant aux collégiens la réalisation de films et de diaporamas. 

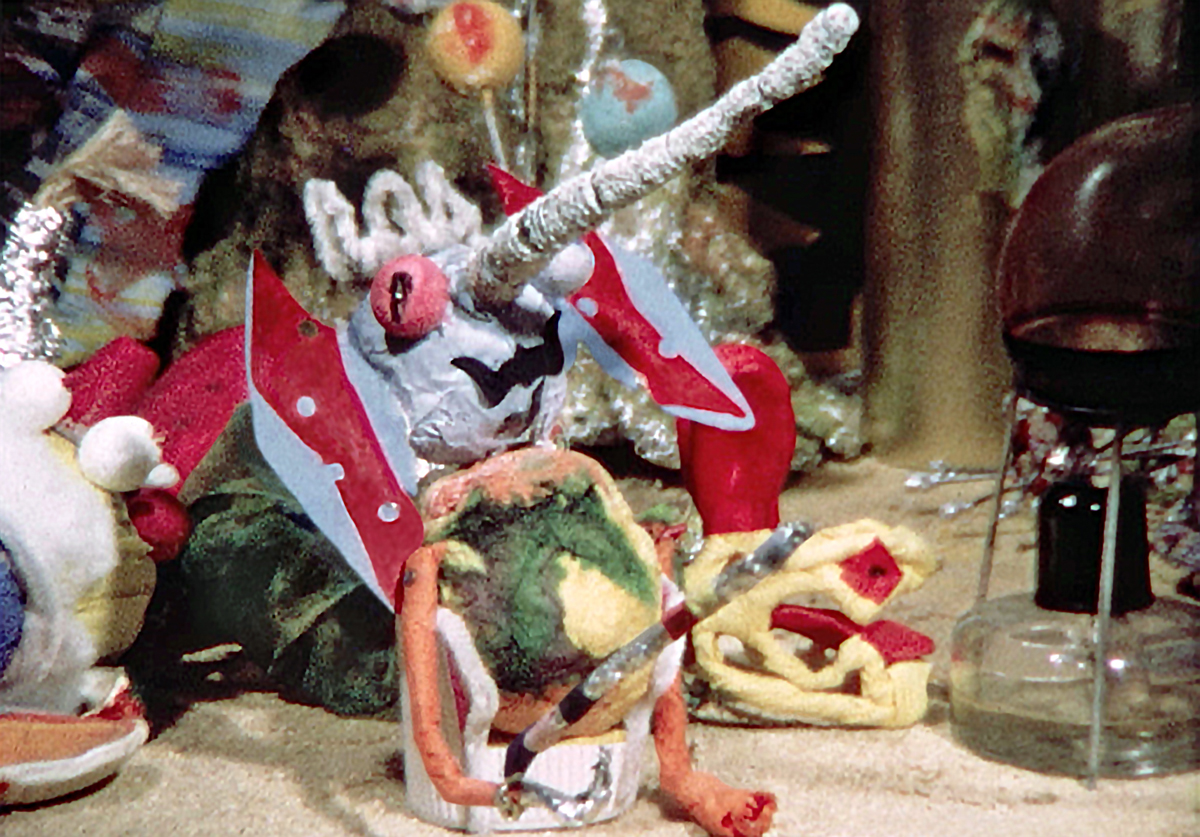
Une idée parmi tant d'autres, 1971. Le monstre engendré par le serpent.

Ainsi en 1971, pour la première fois en France, deux classes de collégiens de sixième et cinquième de Bagnolet en Seine-Saint-Denis, conçoivent, réalisent et montent, uniquement durant le temps scolaire, un court métrage de 14 minutes : Une idée parmi tant d’autres. 
Cette œuvre collective mêlant tour à tour : arrêt de caméra, technique d’animation stop motion et prise de vues réelles, a été réalisée dans une approche interdisciplinaire et une démarche de projet totalement novatrices à l’époque. Démarche qui, par la suite, a élargi le champ des procédures, notamment pour l’éducation à l’image et au cinéma en milieu scolaire,Olivier Guichard alors ministre de l’Éducation nationale  ayant encouragé à sa reconduction. 
Ce qui retint aussi l’attention de l’institution scolaire, c’est que, dans cette démarche, Michel Bourdais mit en évidence la nécessité de faire une distinction claire entre la tâche (le produit visible que les élèves réalisent et montrent) et les objectifs d'apprentissages et éducatifs qui sont primordiaux mais invisibles aux spectateurs, lors des projets fondés sur la fabrication d'images.
Il mit aussi en place une progression autour de la notion de point de vue dans ses différents sens : photographique, individuel, critique… Il ouvrit ainsi la possibilité de jouer de plusieurs langages : didactique, descriptif, polémique, poétique… L’objectif à long terme : que les jeunes puissent disposer de l’image comme moyen d’expression et percevoir « plus clairement le fonctionnement du monde dans lequel ils vivent et agissent. » Ce qui sera institutionnalisé dans les programmes scolaires de 1986 par Jean-Pierre Chevènement ministre de l’Éducation nationale,. 
Depuis ces premières instructions, les programmes scolaires actuels donnent une place importante au cinéma et à l'audiovisuel dans le cadre plus large de l'éducation à l'image.

## Quelques réalisations
- 1971 : Une idée parmi tant d’autres. Film mêlant animation et prises de vues réelles[23], présenté en avant-première, aux journalistes, avant la projection de L’Albatros, film du réalisateur Jean-Pierre Mocky.
- 1974 : Tourbillon[24]. Film programmé notamment au Centre Georges Pompidou en novembre 1978[25].
- 1977 : Fatigue d’un jour[26]. Diaporama devenu, en 1979, point de référence du sujet d’étude : « Réflexion critique sur la constitution des disciplines », en Sciences de l’éducation, à l’Université Paris XIII[27].
- 1979 : A cheval sur la barrière. Moyen métrage réalisé à Roissy-en-Brie (Seine-et-Marne), dans le cadre de la recherche-action (INRP) « De l’apprentissage d’une technique audio-visuelle à l’éveil du sens critique devant les mass media », soutenue par le FIC[28], et à laquelle participe FR3[29].

Conjointement à ce travail de recherche, Michel Bourdais continue de réaliser des dessins, des photographies de théâtre, et aussi d’artistes du théâtre et du cinéma pour leurs pressbooks : Michel Galabru, Jacques Denis, Bulle Ogier, Katherine Erhardy, Jacques Ardouin, Jean-Pol Dubois, Agnès Château, et de nombreux autres.
En 1980, il est conseiller technique et photographe du téléfilm Le professeur jouait du saxophone, avec dans les principaux rôles : Bulle Ogier, Jacques Denis et Julie Jézéquel. Ce téléfilm fut diffusé le 3 juin 1981 puis en 1984 sur FR3,,.

### Années 1990 à aujourd'hui
À partir de 1990, il écrit et coécrit de nombreux ouvrages de mathématiques et pédagogiques. Parmi tous ses travaux pour l’enseignement il développe notamment une recherche sur le statut et le rôle des figures en géométrie élémentaire. Il différencie celles « objets réels » de celles « support pour aider au raisonnement » et montre leur influence sur la perception des problèmes posés et leurs résolutions. Il propose aussi des activités spécifiques pour apprendre, dans ces différentes figures, à séparer les informations essentielles des informations parasites. Compétence indispensable tant pour l’acquisition des concepts que pour la résolution des problèmes.

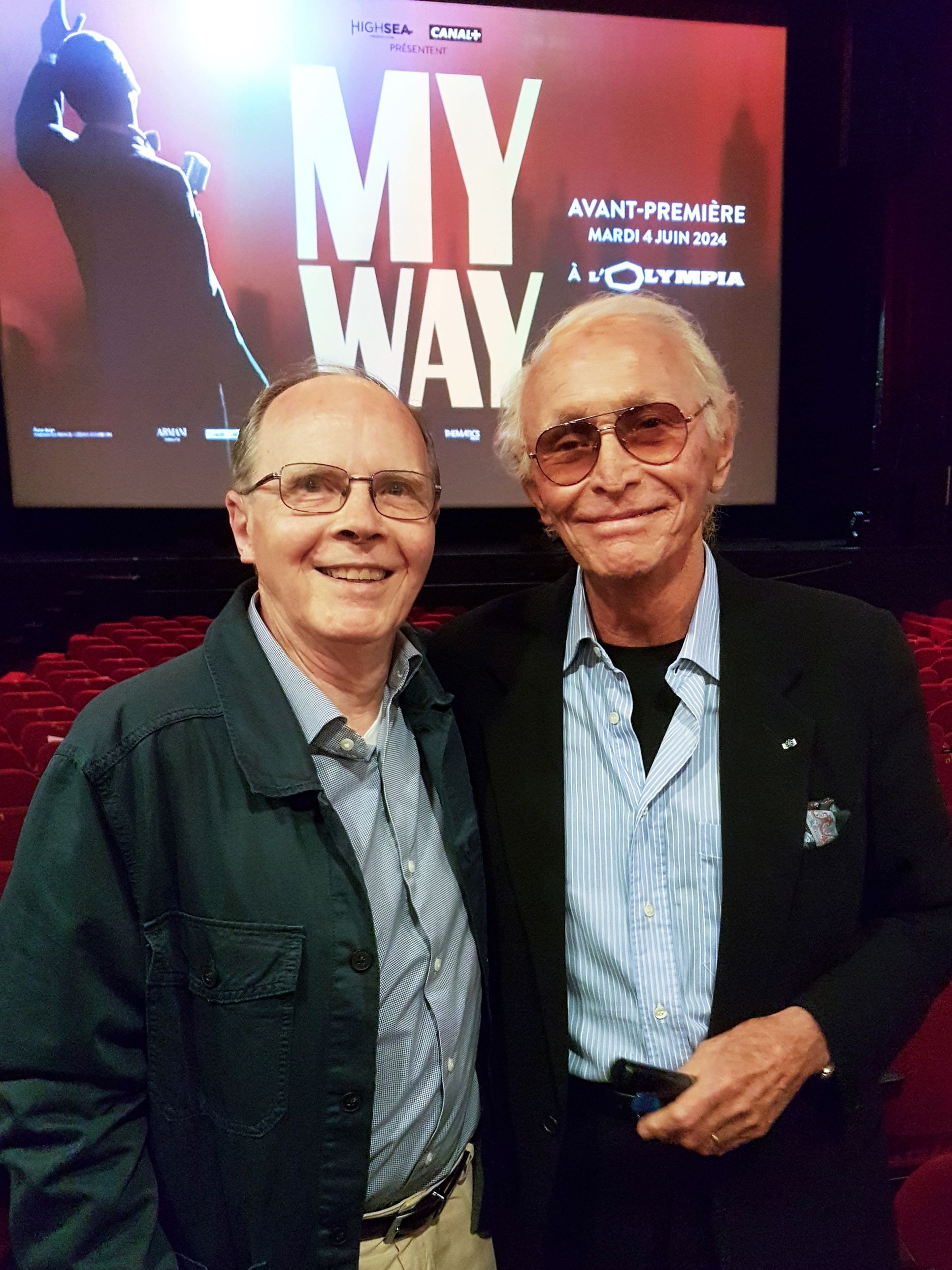
Michel Bourdais et Jacques Revaux compositeur de la chanson My Way, à l’avant-première de la projection du film documentaire My Way, à l’Olympia de Paris, le 4 juin 2024.

Durant toutes ces années il poursuit cependant ses activités de photographe et celles de conseil auprès des artistes,,.
En avril 2024, l'iconique portrait de Claude François réalisé en 1963 par Michel Bourdais à la demande du chanteur est acquis par la Bibliothèque nationale de France au site Richelieu, pour le département des Arts du spectacle.
Claude François, estimant que cette œuvre a contribué à forger son identité artistique, l'a rendue publique en décembre 1966, et, à ce titre, elle fait partie du patrimoine de la chanson française,.
Une copie de cette œuvre, grandeur nature, est exposée en permanence au Moulin de Dannemois.
Il participe, comme documentaliste, au film documentaire My Way réalisé en 2024 par Thierry Teston et Lisa Azuelos.

## Autres publications
- 2008 : Claude François à la recherche de son image ou l’histoire d’un dessin, Éditions Fan de toi  (ISBN 978-2-356010-10-0).
- 2017 : Ma vie en vert, du showbiz au chaudron, coécrit avec l’auteur-compositeur-interprète et producteur Monty, Éditions and Co  (ISBN 978-2-916493-51-0).